# Celastrina singalensis
Celastrina singalensis är en fjärilsart som beskrevs av Felder 1868. Celastrina singalensis ingår i släktet Celastrina och familjen juvelvingar. Inga underarter finns listade i Catalogue of Life.